# Góra Kalwaria
Góra Kalwaria (jid. ‏גער‎ Ger) – miasto w Polsce w województwie mazowieckim, w powiecie piaseczyńskim, w gminie Góra Kalwaria, położone nad rzeką Wisłą, 34 km od centrum Warszawy.
Góra Kalwaria uzyskała lokację miejską w 1670 roku, zdegradowana w 1883 roku, ponowne nadanie praw miejskich w 1919 roku.

## Historia
Wieś rycerska Góra istniała już w XIII w. Wieś szlachecka Góra położona była w drugiej połowie XVI wieku w powiecie czerskim ziemi czerskiej województwa mazowieckiego. 
Większe znaczenie zaczęła odgrywać od 1666, z chwilą, gdy stała się własnością biskupa poznańskiego Stefana Wierzbowskiego. Zniszczenie wsi w czasie potopu szwedzkiego umożliwiło zrealizowanie planowanego założenia urbanistycznego – systemu dróg kalwaryjskich, przystosowanych do odprawiania nabożeństw pasyjnych. W 1670 wydany został przywilej miejski (prawo magdeburskie) oraz nadana nazwa Nowa Jerozolima. Zostały osadzone zakony dominikanów, dominikanek, franciszkanów obserwantów, bernardynów, pijarów i marianów (1677), a samo miasto w całości przeznaczone dla katolików (zabroniono osiedlać się w nim Żydom). Po śmierci Wierzbowskiego nastąpił stopniowy upadek. Pod koniec XVIII w. i na początku XIX w. większość kościołów i kaplic została rozebrana, a na początku XIX w. uchylono zakaz osiedlania się Żydów, którzy w krótkim czasie stali się największą grupą wyznaniową w mieście. Góra Kalwaria wyrosła wtedy na jedno z ważniejszych w Polsce centrów chasydyzmu prowadzone przez osiadłych tu cadyków Alterów (od 1859). 

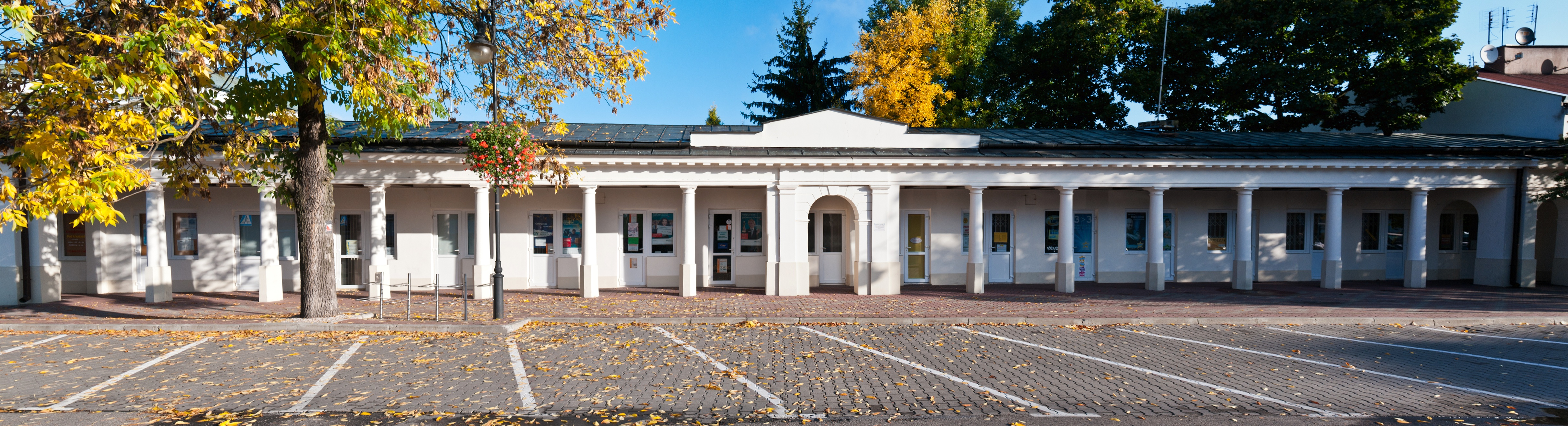
Dawne kramy (jatki) w Górze Kalwarii

W latach 1867–1879 siedziba powiatu, 1883–1919 pozbawiona praw miejskich.
Do II wojny światowej w Górze Kalwarii istniała Główna Szkoła Straży Granicznej oraz stacjonował 1 pułk artylerii najcięższej (pan).
W 1940 Niemcy utworzyli w mieście getto dla ludności żydowskiej. Przebywało w nim ok. 3500 osób. Getto zostało zlikwidowane w lutym 1941. Większość jego mieszkańców wywieziono do getta warszawskiego, a część rozstrzelano.
Na podstawie dekretu PKWN z 31 sierpnia 1944 zostały utworzone miejsca odosobnienia, więzienia i ośrodki pracy przymusowej dla „hitlerowskich zbrodniarzy oraz zdrajców narodu polskiego”. Obóz pracy nr 103 Ministerstwo Bezpieczeństwa Publicznego utworzyło w Górze Kalwarii.

## Demografia
| Rok  | Liczba mieszkańców |
| ---- | ------------------ |
| 1858 | 2 101              |
| 1869 | 2 388              |
| 1995 | 10 884             |
| 1997 | 11 022             |
| 2000 | 11 010             |
| 2002 | 10 960             |
| 2004 | 11 060             |
| 2006 | 11 225             |
| 2011 | 11 620             |
| 2012 | 11 651             |
| 2017 | 11 942             |

- Piramida wieku mieszkańców Góry Kalwarii w 2019 roku[11].

## Polityka
Burmistrzowie:
- Jan Drobiecki (1989-1992)
- Józef Latała (1992-1998)
- Ryszard Janusz Baj (1998-2002)
- Barbara Samborska (2002-2010)
- Dariusz Zieliński (2010-2018)
- Arkadiusz Strzyżewski (od 2018)[1][3]

## Transport

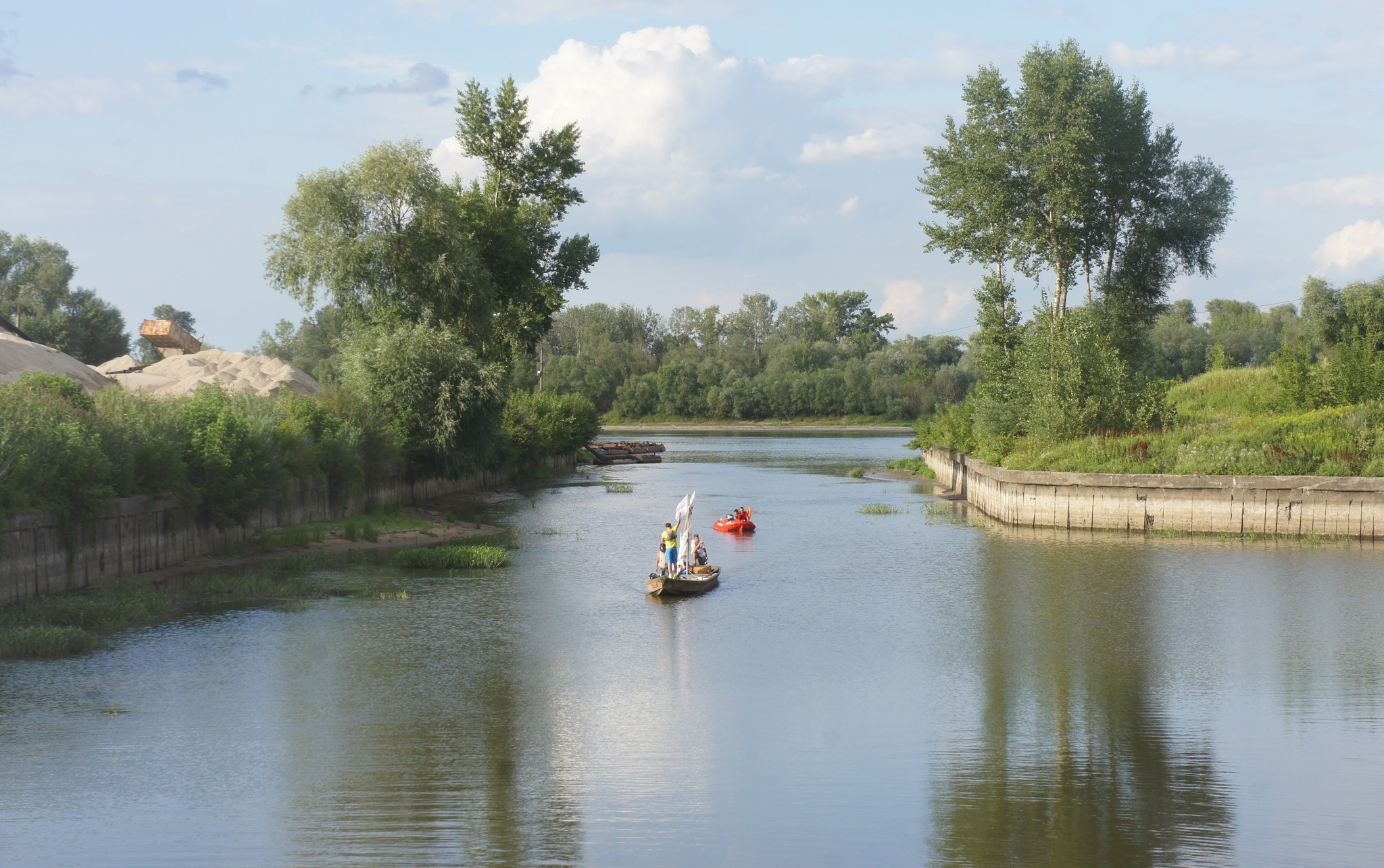
Port rzeczny w Górze Kalwarii

W Górze Kalwarii krzyżują się dwie drogi krajowe, droga krajowa nr 50 z drogą krajową nr 79. Od grudnia 2019 roku istnieje możliwość ominięcia centrum miasta dzięki obwodnicy drogowej.
Przez miasto przebiega także linia kolejowa nr 12, łącząca Łowicz z Łukowem.
Około 14 km na południowy wschód od miasta znajduje się lądowisko Sobienie Szlacheckie. Między mostem drogowym a mostem kolejowym znajduje się port rzeczny, wyposażony w pochylnię, która w 2021 została przebudowana z inicjatywy lokalnej społeczności.

## Architektura

### Zabytki

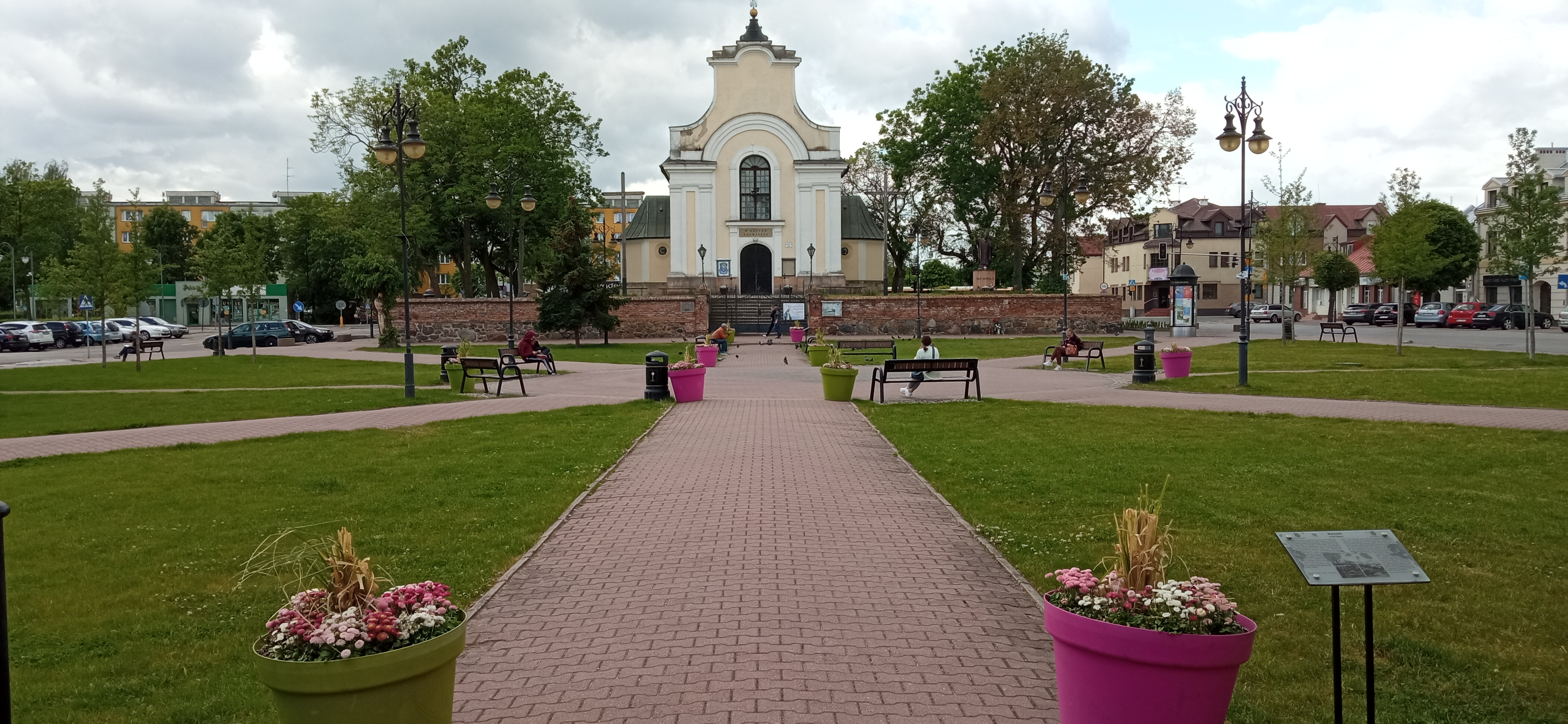
Widok na historyczny rynek

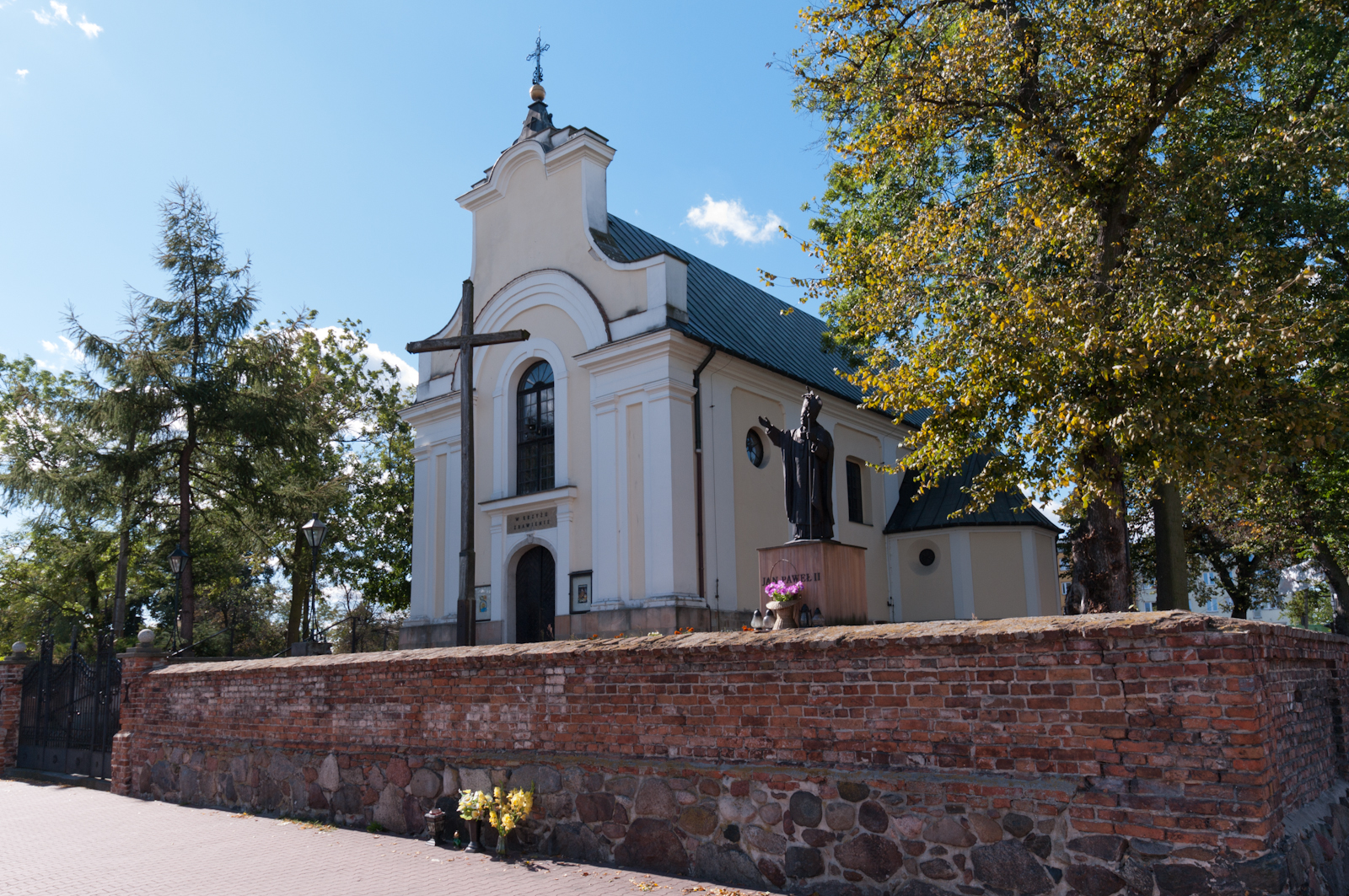
Kościół pw. Podwyższenia Krzyża Świętego

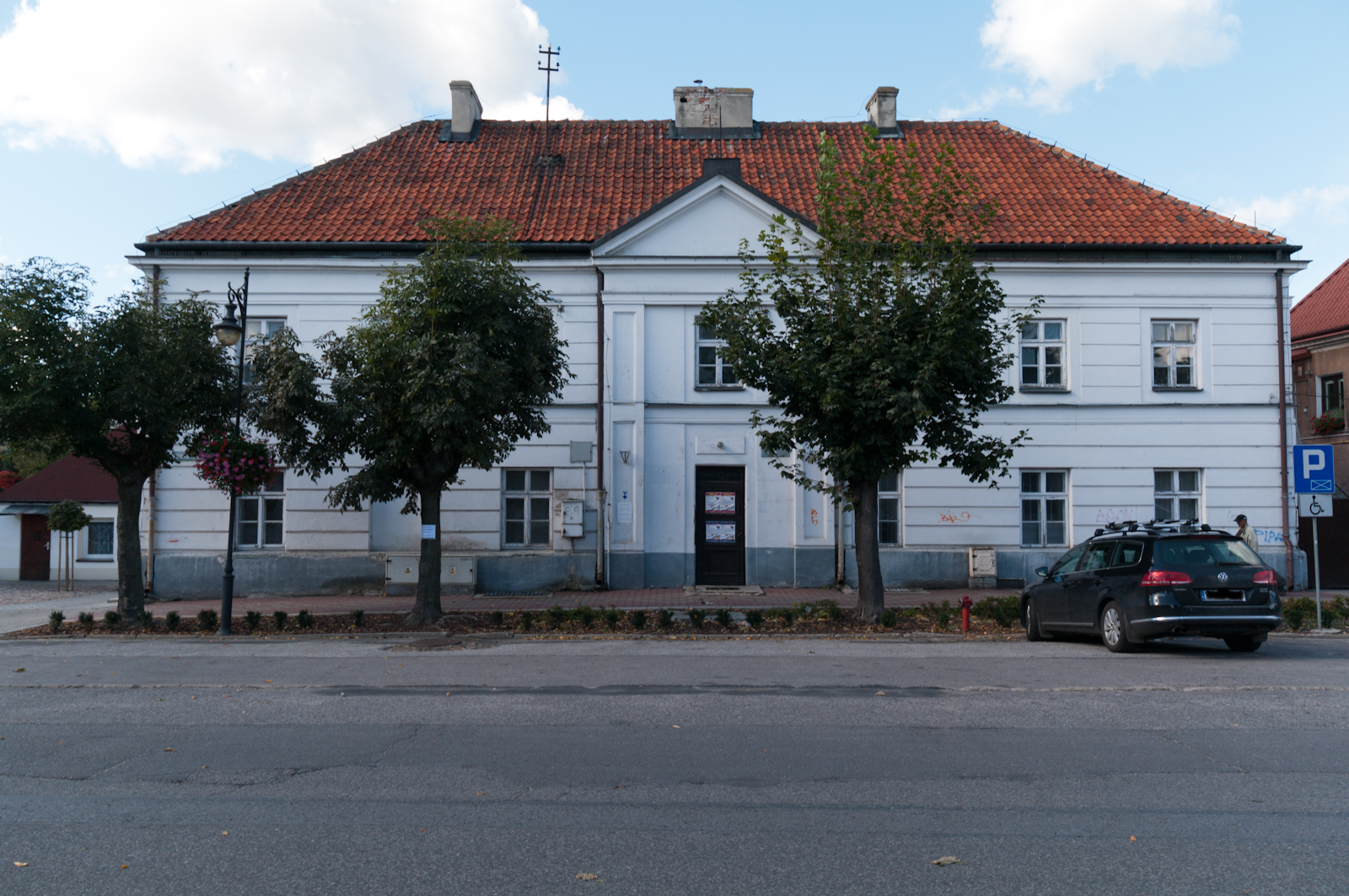
Dawny pałac Biskupi - obecnie Gminna Biblioteka Publiczna oraz Centrum Informacji Kulturalnej i Turystycznej

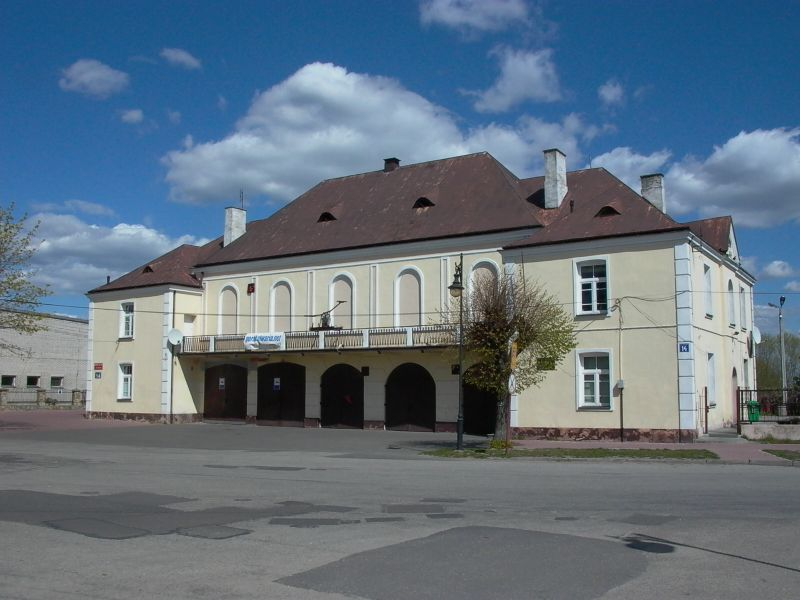
Remiza strażacka w stylu klasycystycznym

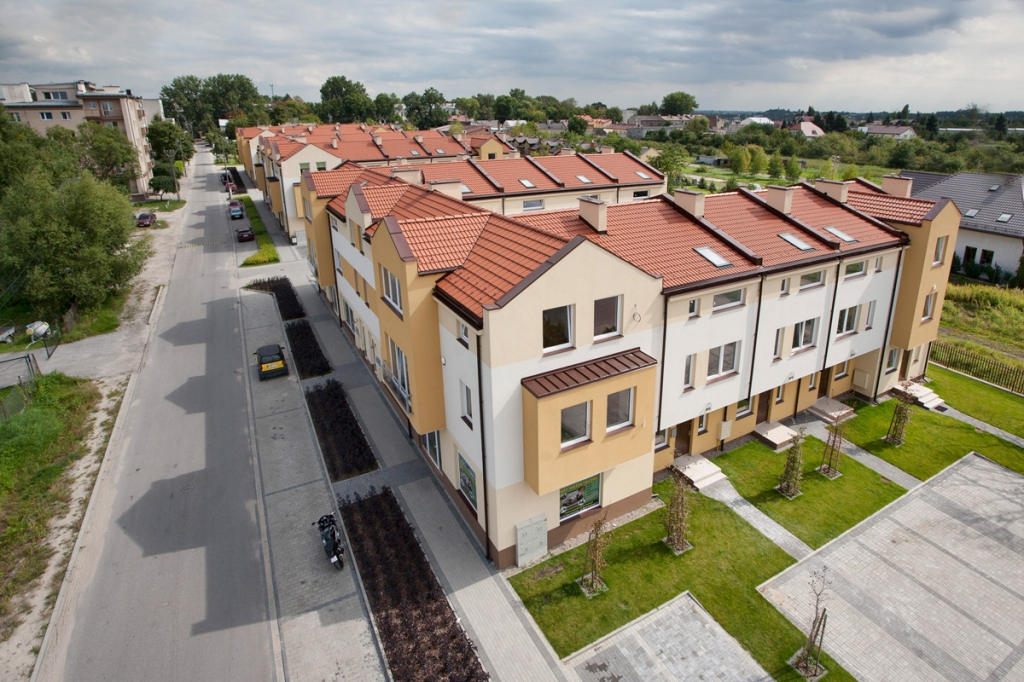
Nowe osiedle mieszkaniowe na ul. Armii Krajowej

- układ urbanistyczny zrealizowany po 1670, oparty w planie o formę krzyża łacińskiego, wytyczony na podstawie średniowiecznych planów Jerozolimy, z możliwym udziałem Tylmana z Gameren i charakteryzujący się wykorzystaniem naturalnego ukształtowania terenu. Został częściowo zatarty na skutek rozbudowy miasta na początku XIX w.
- pobernardyński kościół Niepokalanego Poczęcia NMP (obecnie parafialny). Pierwotny drewniany kościół parafialny w tym miejscu stał już w XIII w., kolejny został wybudowany z fundacji biskupa Wierzbowskiego w latach 60. XVII w. i przekazany bernardynom. Obecny, trzeci z kolei został zbudowany w latach 1765–1770 z fundacji marszałka Franciszka Bielińskiego według projektu Jakuba Fontany (jest to jedyne udokumentowane dzieło kościelne tego architekta)
- kaplica kalwaryjska: tzw. „Ratusz Piłata”, obecnie kościół filialny pw. Podwyższenia Krzyża św., barokowy z drugiej połowy XVII w.
- kaplica kalwaryjska Zwiastowania
- dawny kościół marianów, tzw. „Wieczernik” z 1674
- dawne kolegium zakonu Pijarów z 1675, przebudowane w XIX w.
- klasycystyczne budynki z pierwszej połowy XIX w.:
  - ratusz (Witkowski, Marconi),
  - jatki,
- Synagoga w Górze Kalwarii (ul. Pijarska 10/12),
- Synagoga w Górze Kalwarii (ul. Pijarska 5),
- Kirkut,
- Dwór Cadyka Altera, ul. Pijarska 10/12.

## Kultura
- W 2010 po dwustu latach, reaktywowano tradycję misteryjną, która jest ściśle związana z historią Góry Kalwarii – nazywanej często Kalwarią Mazowsza[15]. Patrz: Misterium męki Pańskiej w Górze Kalwarii.
- W Górze Kalwarii działa również grupa teatralna „Młodzieżowa Inicjatywa Teatralna” oraz Ogólne Stowarzyszenie „Społeczna Inicjatywa Młodych”.

## Oświata i nauka
- Szkoła Podstawowa nr 1
- Szkoła Podstawowa nr 2 im. Księcia Janusza
- Liceum Ogólnokształcące im. Ks. Zygmunta Sajny
- Zespół Szkół Zawodowych im. marszałka Franciszka Bielińskiego h. Junosza
- Zespół Szkół Nr 1 im. ppor. Emilii Gierczak

## Religia
- Kościół rzymskokatolicki:

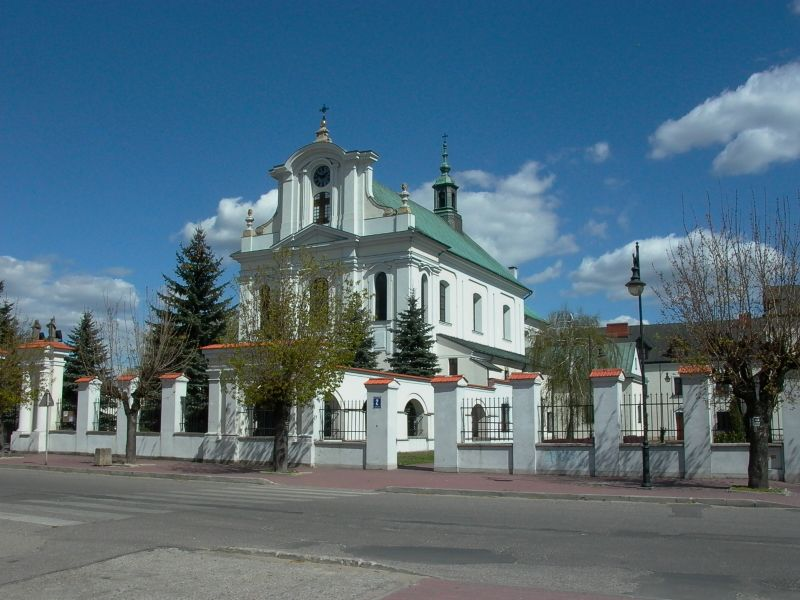
Kościół parafialny pw. Niepokalanego Poczęcia NMP proj. J. Fontana

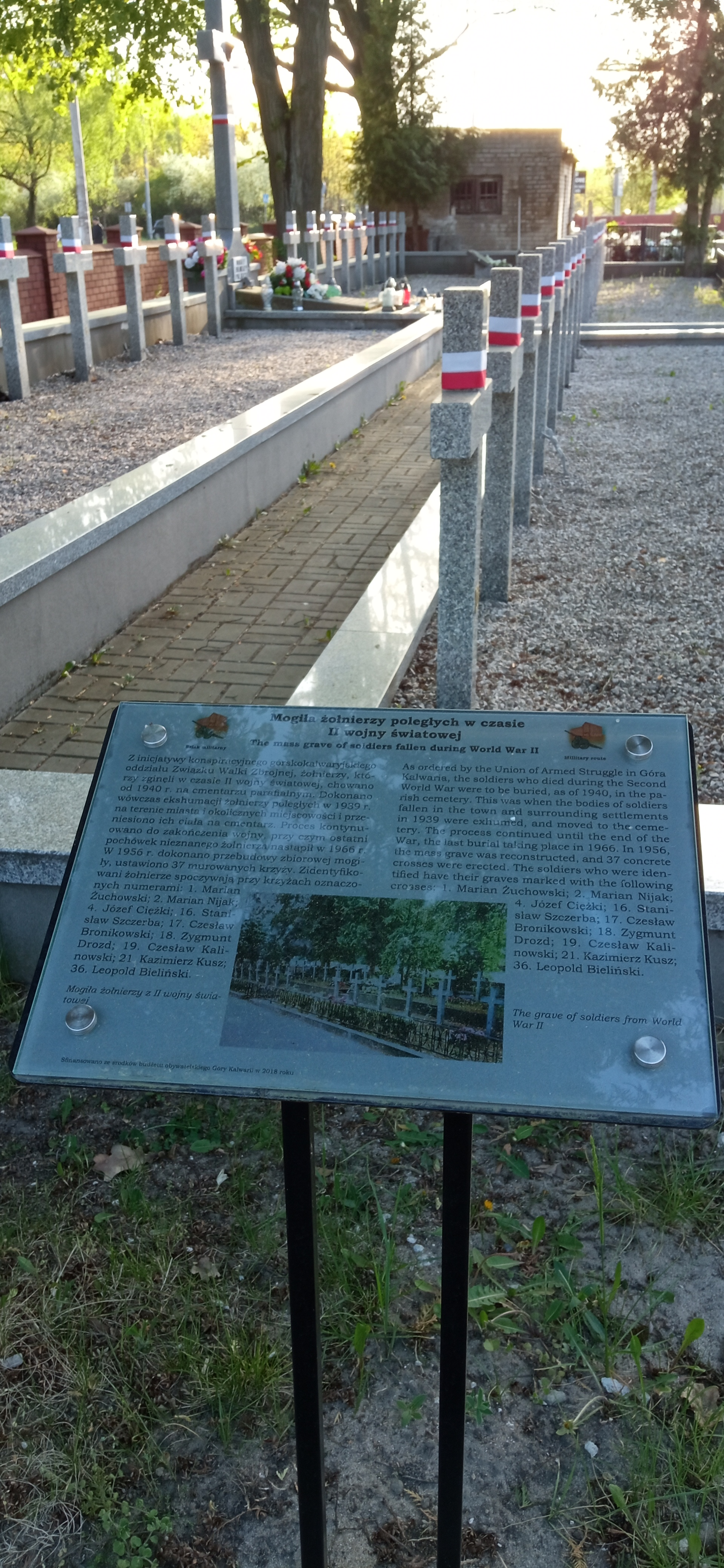
Mogiła żołnierzy poległych w czasie II wojny światowej na cmentarzu parafialnym

  - parafia Niepokalanego Poczęcia Najświętszej Maryi Panny
- Kościół Starokatolicki Mariawitów
  - wierni należą do parafii Narodzenia Najświętszej Maryi Panny w Mińsku Mazowieckim.
- Kościół Chrześcijan Baptystów w RP:
  - zbór „Kalwaria”[16]
- Świadkowie Jehowy:
  - zbór Góra Kalwaria (Sala Królestwa ul. Rybie 6)[17]

## Sport
- Korona Góra Kalwaria[18]

## Wojsko
Formacje wojskowe i paramilitarne stacjonujące na terenie Góry Kalwarii.
- 5 Bateria Artylerii Pieszej Lejbgwardii Cesarskiej (korpus rezerwowy Gwardii Przybocznej Cara Rosji) – 1819–1830
- 3 Pułk Ułanów Królestwa Kongresowego – 1831
- 2 Batalion Saperów Armii Imperium Rosyjskiego podlegający 1. Brygadzie Saperów – po upadku powstania listopadowego
- 1 Batalion Saperów Armia Imperium Rosyjskiego – lata 50. XIX wieku
- 1 pułk artylerii Legionów Polskich (dowództwo pułku) – listopad 1916 – 17 września 1917
- Ośrodek Szkolenia Koni dla wojska – 1922–1924
- Centralna Szkoła Straży Celnej – 1925–1928
- Centralna Szkoła Straży Granicznej – 1928–1933 (przeniesiona do Rawy Ruskiej)
- 1 Pułk Artylerii Najcięższej (motorowy) – 1934–1939
- Pułk Ochrony Rządu  – 1945–1947[19]
- Pułk Zmotoryzowany – 1945–1947 (powstał z 1 i 2 Pułków Zmotoryzowanych Korpusu Bezpieczeństwa Wewnętrznego[20]
- 1 Mazowiecka Brygada Korpusu Bezpieczeństwa Wewnętrznego – 1947–1965
- 1 Mazowiecka Brygada Wojsk Obrony Wewnętrznej – 1966–1977
- 1 Mazowiecka Brygada Warszawskiego Okręgu Wojskowego – 1977–1989
- 1 Mazowiecki Pułk Ochrony Warszawskiego Okręgu Wojskowego 1989–1992
- 1 Mazowiecki Pułk Ochrony Nadwiślańskich Jednostek Wojskowych (JW 4829) – 1992–2001

## Inne
W mieście działa ośrodek opiekuńczy pod nazwą Dom Opieki Społecznej w Górze Kalwarii im. Waleriana Łukasińskiego, przeznaczony dla osób przewlekle chorych i to zarówno somatycznie jak i psychicznie.

## Zobacz też

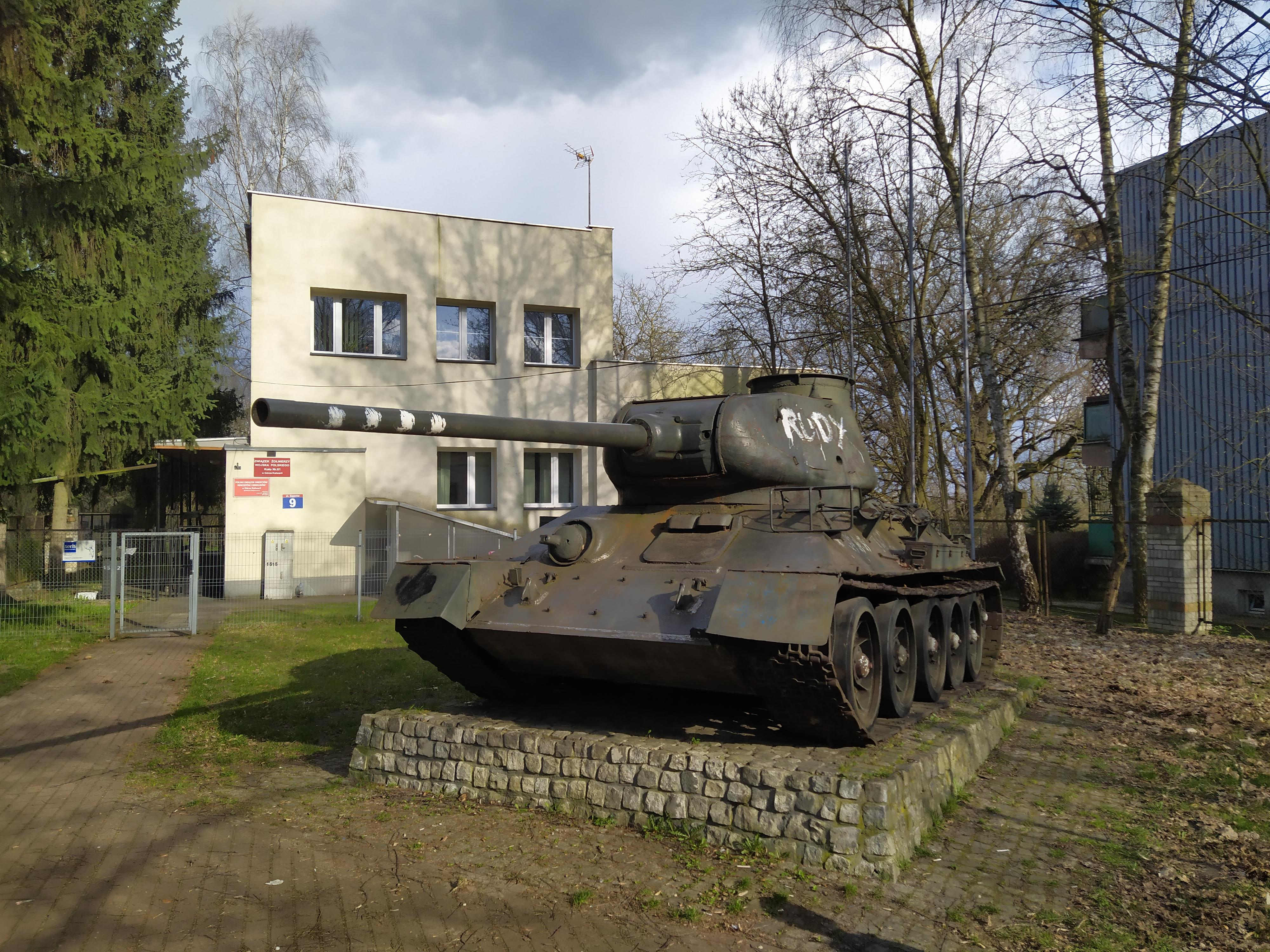
T-34-85 przed siedzibą Związku Żołnierzy Wojska Polskiego (mieści się tu mały park militarny)

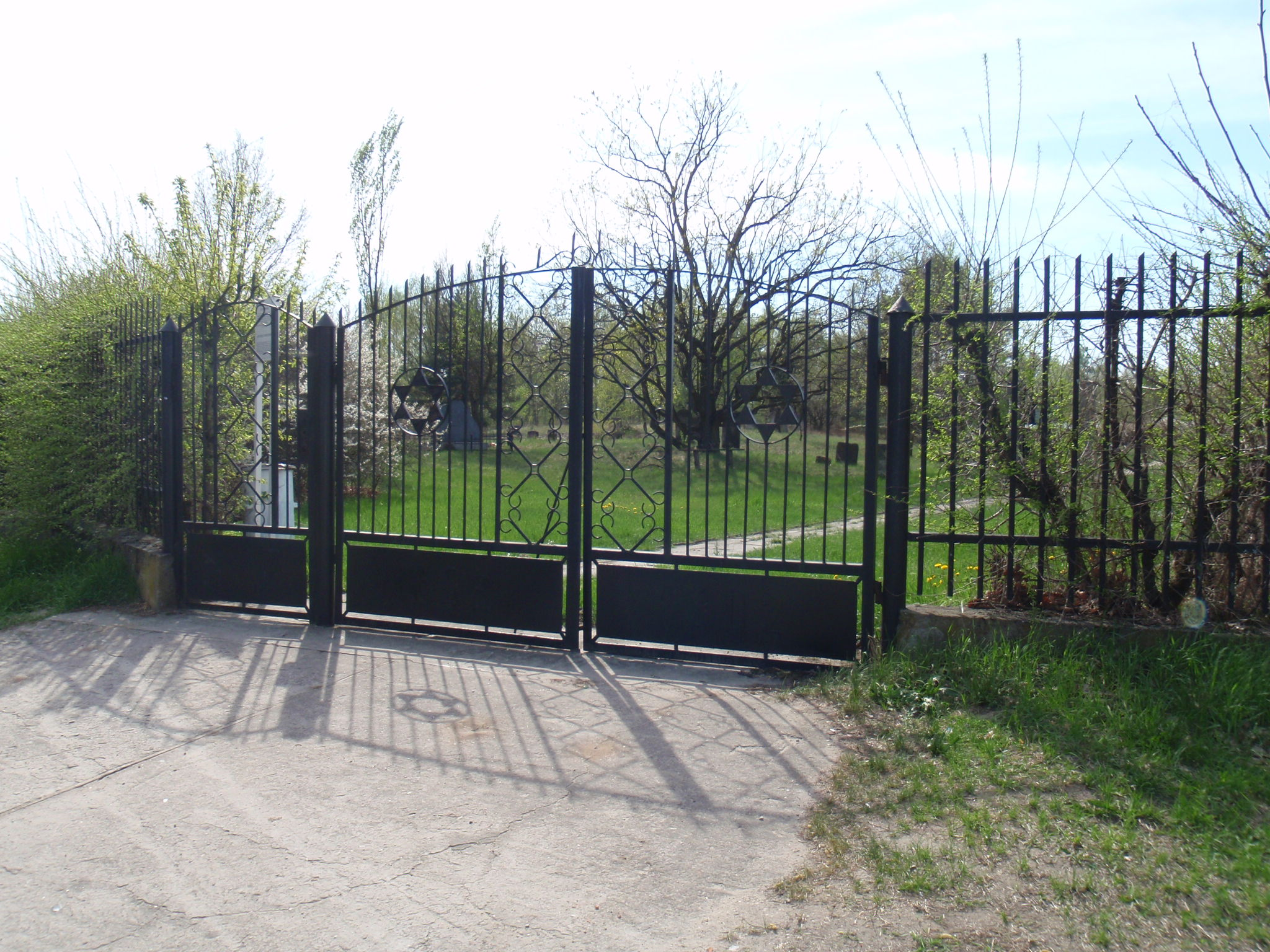
Cmentarz żydowski

## Miasta partnerskie
- Campagna Lupia
- Careri
- Worzel[21].